# Archives d'État de Grosseto
Les Archives d'État de Grosseto (Archivio di Stato di Grosseto) sont un service d'archives public relevant de l'État italien. Elles conservent les archives de la Province inférieure de Sienne (it), fondée en 1766 par le Grand-duché de Toscane, et celles produites par les administrations locales des États auxquels Grosseto a appartenu du XVIIIe  au  XIXe siècle (Toscane des Habsbourg, Royaume d'Étrurie, Empire français) et celles produites depuis 1860 dans le ressort de la province de Grosseto par les services de la monarchie puis de la République. Les archives abritent également douze parchemins de la zone de Civitella Paganico datés de 1335 à 1520.
Depuis 1983, les archives sont hébergées dans le Palazzo Moschini donnant sur la Piazza Socci, un palais qui abritait autrefois la Poste centrale.